# Casa protostorica di Fidene
La casa protostorica di Fidene è la ricostruzione in scala reale di una casa della fine del IX secolo a.C., resa possibile dalla scoperta, nel 1988, dei resti, in ottimo stato di conservazione, di una capanna protostorica risalente all'età del ferro, nella zona di Castel Giubileo a Roma, nell'area dove risiedeva l'antica città di Fidenae.

## Gli scavi
Realizzati tra il 1991 e 1993, gli scavi hanno portato alla luce, tra gli altri reperti, pali e parti di pareti di una capanna, due vasi ed un braciere. La capanna originaria è stata rinterrata ed è stata realizzata una ricostruzione, simile per tecniche costruttive e materiali utilizzati, in un'area recintata di via Quarrata, a non molta distanza dal sito della struttura originale.
Nel gennaio 2020, ignoti hanno dato fuoco alla casa protostorica di Fidene, danneggiandola.

## Collegamenti
|  | È raggiungibile dalla stazione di Fidene. |